# SN 2012ab
SN 2012ab – supernowa typu II:, odkryta 31 stycznia 2012 roku w galaktyce A122248+0536. W momencie odkrycia, miała maksymalną jasność 15,8m.